# 埃斯泰
埃斯泰（義大利語：Este），是意大利帕多瓦省的一个市镇。总面积32.76平方公里，人口16902人，人口密度515.9人/平方公里（2009年）。ISTAT代码为028037。

## 友好城市
- 里耶卡
- 法國佩尔蒂伊
- 英国利克
- 德国巴特温茨海姆
- 巴勒斯坦伯利恆
- 匈牙利陶波爾曹